# Другарю Сталин, вие сте голям учен
„Другарю Сталин, вие сте голям учен...“ е песен, написана от Юз Алешковски през 1959 г. и за първи път публикувана в СССР в Новый мир (1988, № 12). През 1975 г.  излиза в изпълнение на Дина Верни в диска Блатни песни. Погрешно е смятана от много хора за песен на Владимир Висоцки, тъй като е една от малкото песни в негово изпълнение, която не е написана от него.

## История на песента
През 60-те години на 20-ти век придобива голяма популярност сред студентите, без да се знае нейното истинско авторство. За формален повод за написването на песента или по-точно началото на самата песен служи започналата в обществото дискусия по повод публикацията на Сталин „Марксизмът и въпросите на езикознанието“, (на руски: Марксизм и вопросы языкознания), публикувана през 1950 г. Съдържанието на песента е свързано с редица известни моменти от историята на сталинизма. Въпреки че Алешовски не е типичен политически затворник, песента е свързана основно с актуални политически събития.
```
Товарищ Сталин, вы большой учёный
В языкознании познавший толк
А я простой совейский заключённый
И мой товарищ – серый брянский волк
```

```
За что сижу, по совести, – не знаю
Но прокуроры, видимо, правы
И так, сижу я в Туруханском крае
Где при царе бывали в ссылке вы
```

## Исторически аналогии
През 1934 г. по идея на Сталин се решава да се създадат „македонска“, „добруджанска“ и „тракийска“ народности на основата на българските общности извън и в България. През януари 1934 г. от Коминтерна се приема Резолюция по Македонския въпрос и ВМРО (об.), целта  на която е създаването на отделна македонска нация и език. Създаването на нови нации и езици са метод за решаването на политически цели в интерес на сталинизма и не само на него, като например федерация на южните славяни